# Wettertal
Wettertal war eine kurzlebige Gemeinde im ehemaligen Landkreis Friedberg in der Wetterau, die im Rahmen der Gebietsreform in Hessen vom 1. Februar 1971 bis zum 31. Dezember 1971 bestand. Namensgebend war das Flüsschen Wetter.

## Geografische Lage
Wettertal lag 2 km nordöstlich der Kernstadt von Bad Nauheim auf einer Höhe von 140 m über NN am Flüsschen Wetter. Die Gemeinde bestand aus den beiden Ortsteilen 
Wisselsheim und Rödgen.

## Geschichte
Die Geschichte der ehemaligen Gemeinde Wettertal ist nur sehr kurz: Am 1. Februar 1971 fusionierten die beiden Gemeinden Rödgen und Wisselsheim im Zuge der Gebietsreform in Hessen freiwillig zur neuen Gemeinde Wettertal zusammen, die am 31. Dezember 1971 in die benachbarte Stadt Bad Nauheim eingemeindet wurde. Dort wurden Rödgen und Wisselsheim eigene Stadtteile. Wettertal hatte 1525 Einwohner.